# 김지훈 (1973년생 가수)
김지훈(한국 한자: 金智勳, 1973년 3월 21일 ~ 2013년 12월 12일)은 대한민국의 가수였다.

## 트리비아
그룹 투투, 남성 듀오 듀크의 보컬로 성악과 락을 하던 그의 목소리는 미성에 속하면서도 파워풀하다. 동아일보의 허엽 기자는 그의 창법에 대해 '탁'터지는 창법, '가성은 허공을 메아리치는 것 같다.'고 평가하였다. 음역대가 높아서 저음에 속하는 사람들은 성별에 상관없이 그의 노래를 원음대로 부르긴 쉽지 않은데다가, '그'만의 독특한 창법이 있어 모창하기가 쉽지 않다. 표현하는 음역대가 넓어서 고음 뿐만 아니라 저음도 잘 표현한다.
1994년 데뷔 초기에도 선배 가수들로부터 '노래 잘하는 가수'로 인정받았고, 2000년대에는 댄스 가수 중 가창력으로는 최상위권에 속한다고 평가받았다. 다만 듀크 시절부터 각종 예능에 자주 출연하며 만능 엔터테이너적인 이미지가 강해진 데다가, 댄스 음악을 하는 가수들에 대한 고정 관념으로, 뛰어난 가창력에 비해 낮게 평가받았다는 이야기가 있다.

## 생애

### 유년시절
1973년 3월 21일, 3남 1녀 중 막내로 출생한 김지훈은 서울특별시 서대문구 북아현동에서 유년 시절을 보냈다. 6살 때부터 꿈이 가수였던 그는 서울북성초등학교 재학 시절엔 생활기록부에 '용의 단정하고 매사 성실하며 온순함(1학년), 온순하고 침착하며 매사에 성실함(2학년).' 등으로 기록되며 학교에서 온순한 학생으로 인식되었다고 한다.
그림 그리기에 특기가 있었던 그는 한성중학교 재학 시절에는 꿈이 만화가인 적도 있었다.
이후 성악을 배우는 등 가수로서 꿈을 키워가던 그는 인창고등학교 재학 시절엔 교내 중창단 써클리트(Circlet)에서 활동하기도 했으며, 교내 밴드부 유토피아의 보컬로 활동하며 가수의 꿈을 키워갔다. 친구들과 선생님들의 배려로 고등학생 시절에도 다른 학생들에 비해 자유로운 학창 시절을 보낸 그는, 낮에는 오지 오스본의 'Goodbye To Romance'나 스틸하트의 'She's Gone'등의 카피곡을 노래하고 저녁에는 교회에서 클래식 활동을 하는 경우도 있었다고 한다. 특히 당시에 음악을 지도하던 선생님과 친분이 두터워, 투투로 데뷔 한 뒤에 투투 1집 음반을 들고 그 선생님께 찾아가 고마움을 표시했다고 한다.
1990년 12월 인창고등학교 2학년 재학 중, 제3회 KBS 한국방송공사 청소년 창작가요제에서 《지나간 순간은 찢겨진 가슴 되어》로 본선에 진출하여 첫 데뷔를 하였다. 다만 본선에서 가사를 놓쳤던 터라 수상자 명단에는 들지 못했지만, 동네에서 조용한 아이로 인식되던 그는 TV 출연으로 동네의 유명 인사로 인식되었다고 한다. 당시에 청소년 창작가요제는 중고등학생들 사이에서 인기가 많은 대회였던 터라 "동네에서 인기가 지금(2008년)에 부럽지 않았어요. 여학교에서 인기투표를 하면 제가 1등을 하기도 했어요."라고 고등학생 시절에 대해 설명을 덧붙이기도 했다. 뿐만 아니라 학창 시절에 여러 가요제에서 대상, 금상을 받기도 했다고 한다.
고등학교 3학년에 재학중이던 1991년에는, 유현재와 노래방에서 아르바이트를 같이 하던 선배의 소개로, 밴드의 보컬 자리가 공석이 되자 보컬을 구하던 동갑내기 친구 오지훈, 유현재와 만나게 되었고 그 둘이 있는 밴드의 보컬로 합류하였다.

### 투투, 솔로 활동
| “ | 첫 방송을 하고 (남자 멤버) 셋이서 이대 입구로 워커를 사러 갔는데 알아보더라고요. 그러더니 2주 만에 갑자기 떠버린 거예요. - 2012.11.08일자 tvN E News 뉴스와의 전화 통화에서 | ” |

김지훈은 1992년 오지훈, 유현재와 명지전문대학 동기로 입학하였으며 언더그라운드 라이브 클럽에서 오지훈, 유현재와 함께 투투 결성 전 신촌에서 언드그라운드 록 음악 가수로 활약을 했다. 그당시 부른 곡 중에 하나가 오지훈의 자작곡인 'Room Tiger'로 2000년 7월 2일자 'SBS 러브게임 - 클럽 싱글즈 연예인 특집 제1탄 가수편'에서 김지훈이 기타를 치며 'Room Tiger'를 부르기도 했다. 그는 머리를 길게 기르고 가죽 점퍼를 입고 금속성이 짙은 목소리로 록 밴드의 보컬로 활동했다고 한다. 모터사이클이 타고 싶어 관련 면허를 따고, 친척이 타던 모터사이클을 중고로 사서 종종 타고 다녔다고 한다.
1994년 5월 1일에 고3시절부터 같이 밴드 활동을 했던 오지훈, 유현재와와, 그리고 앨범 작업 후 영입된 객원 멤버 황혜영과 함께 음악 그룹 투투의 보컬리스트로 복권 추첨방송인 KBS 2TV 《홈런! 일요일》에서 방송 데뷔를 했다. 아담하고 귀여운 외모에 무표정한 표정으로 인기를 얻은 황혜영과 대조적으로, 김지훈은 깔끔한 미성에 시원한 고음과 소울풍의 창법으로 훤칠한 키에 장난끼 있는 무대 매너로 소녀 팬들의 가슴을 설레게 했다는 평을 받는다.
그는 1994년 4월에 발매된 투투 1집의 타이틀곡인 일과 이분의 일(오지훈 작사, 작곡, 편곡)로 1994년 5월 1주에 KBS2 가요톱10의 코너이자 ,신인 가수들의 등용문이나 다름 없었던, 새얼굴 새노래에 첫 출연했다. 일과 이분의 일은 1994년 6월 1주에 가요톱10에서 28위로 순위권(1~30위)에 첫 진입을 하여 6월 4주에는 18위, 6월 5주에는 8위로, 7월 3주에는 2위로 수직 상승했다. 일과 이분의 일은 SBS 생방송 TV 가요 20에서 1994년 7월에는 2주 연속 1위, 1994년 8월에는 3주 연속 1위를, 가요톱10에서는 1994년 7월 마지막주부터 8월 마지막주까지 5주 연속으로 1위를 차지하여 골든컵을 받게 되었다.
그는 '일과 이분의 일'로 투투가 크고 많은 인기를 얻게 되자 쉴 틈 없이 강행군하는 스케줄 때문에 건강에 무리가 왔었다. 폐의 기능이 나빠져 산소통을 끼고 다닐 정도였는데, 하루에 3시간 이내로 잘 정도로 꽉찬 스케줄의 영향도 있지만, '라이브가 아니면 안된다'는 신념으로 라이브 무대를 고수했던 탓도 있었다. 그는 데뷔 초기부터 '라이브 무대의 콘서트를 여는 것'이 꿈이라고 각종 잡지와의 인터뷰에서 자신의 꿈을 밝혔고, 유현재에게 기타를 배우는 등 투투 활동 시기에도 음악에 대한 열정을 놓지 않았다.
후속곡인 '그대 눈물까지도'는 김지훈이 보컬을 맡고 오지훈이 기타, 유현재가 베이스 기타를 연주하는 곡으로 가요톱10에서 1994년 10월 첫 주에 24위로 첫 진입 후 11-20권 내에 머물다가 12월에는 10위권안에 들면서 95년 초까지 상위권에 머물렀다. '그대 눈물까지도'는 그의 청아한 음색이 잘 드러난 노래라 그를 상징하는 노래로 회자되며, '일과 이분의 일'때와 색다른 매력을 선보인 노래라고 할 수 있다.
그리고 그 해 투투는 KBS 가요대상과 대한민국 영상음반대상에서 신인상을, 서울 가요대상에서 랩댄스 부문 대상을, 골든디스크 본상을 수상하였다.
오지훈, 유현재가 입대를 하면서 김지훈은 1995년 6월에 객원 멤버 김준, 임성은, 황혜영과 함께 투투 2집의 멤버로 활동하였다. 투투 2집 시기인 1995년에는 그룹의 리더와 보컬로서 활동하였고, 엠넷의 '고 엠넷 고'로 첫 MC 데뷔를 하게 되었다. (2집 수록곡 중 주된 방송 활동곡은 '바람난 여자'와 '니가 내것이 되갈수록'이며 2집 노래의 대부분을 김지훈이 불렀다. 나머지 멤버들은 객원 멤버 형식으로 앨범 당 1-2곡에만 참여하였다. 바람난 여자는 1위 후보에도 오르는 등 최상위권을 유지하였다.
그는 1996년 1월 5일자 MBC 인기가요 BEST 50에서 '니가 내것이 되갈수록'의 무대를 끝으로 투투 활동을 마치고 군대에 입대하게 되었다. 활동 중에 입대한터라 그의 입대 후에도 니가 내것이 되갈수록은 한동안 가요톱10에 순위권에 머물렀다.
김지훈은 1990년대부터 엄청난 인기를 얻어서 투투 활동시기에 돈도 많이 벌었을 것 같다는 오해를 많이 받았는데, 그 당시에 데뷔 전 연습 기간까지 포함해서 약 2년 간의 수입으로 약 1800만원 정도의 수입만 받았다고 한다. 투투 1기 시절인 1994년, 소속사에서 밥을 제공하지 않을 때에는 수중에 돈이 없어 멤버들이 밥을 굶기도 했다고 한다. 그는 1990년대 활동하던 댄스가수들을 보면 화려해 보이고,밝고 역동적인 모습들을 보여주지만 결국 뒷면에는 힘든 때가 있었다고 말하면서, 1994년 가요톱10에서 골든컵을 타던 날 남자 멤버 셋(김지훈, 오지훈, 유현재)이 방송 끝나고 숙소에 들어가보니 담배값이 없어 길에 떨어진 담배꽁초 중 긴 담배꽁초들만 주워서 피었다는 일화를 그 예로 제시하였다.
1996년에 입대하였으며, 군 입대 훈련소 동기로 개그맨 김경식이 있다. 군대 선임들이 김경식에게는 딱따구리 소리를 내라고 하고, 김지훈에게는 반쪽 춤을 추라고 했다는 일화가 있다. 그는 군 복무 중 군화를 묶으려고 허리를 숙이다가 그대로 허리를 다쳐서 의병제대를 하였다.
1997년에는 의병 제대후, 1997년 하반기에 '익숙해진 슬픔'이라는 락 발라드 곡을 타이틀곡으로 하는 솔로 앨범을 내면서, 솔로 가수로 정식 데뷔하였다.솔로 앨범에서는 프로듀싱에 참여하였고, 자신이 작곡한 '꿈속에서'를 싣기도 했다. 솔로 앨범의 수록 곡들은 투투 시절의 앨범 수록 곡들보다는 대중성이 떨어진다는 평가도 있지만, 이때는 활동 중에 소속사가 갑자기 문을 닫는 등 소속사와의 문제도 있었고 매니저가 돈을 받고 일을 잡지 않아 방송에 많이 나오지 못 했다. 1997년 9월 20일자 MBC 인기가요 BEST 50의 신곡 콜렉션 코너에 잠깐 출연한 것과 역시 동년 가을에 출연한 KBS 2TV 슈퍼선데이 등 출연 방송이 손에 꼽을 정도로 매우 적었다.
그가 듀크로 데뷔한 이후의 방송에서는 힘들었던 시절에 대한 질문을 받으면 솔로 앨범 활동에 대한 이야기들을 하였으나, 2008년 인터뷰에서는 세상을 조금 알아가는 나이가 되어가면서 그런 경험이 이제부터는 당하지 않는 밑거름이 된 것 같다고 언급하기도 했다.
김지훈은 2002년 11월 27일에 방송된 '야! 한밤에'의 '진실 혹은 대담'에서 '가장 힘들었을 때가 언제냐.'는 이정현의 질문에 대해 솔로 앨범 활동부터 약 2년간의 시기를 꼽으며 그 시기에 대해 '어머니는 미국에 가시고 형들도 사업이 안 좋아서 자신을 도와줄 입장도 안 되었고, 아버지도 안 계셨으며 (자신은) 후배들의 작업실에서 살았다.' 고 대답하였다.
그 2년 동안 후배에게 피아노도 배우고 그때 써놨던 가사들과 곡들을 듀크 시절에 많이 사용했다고 방송에서 언급하며 "정신적으로 가장 힘들었던 시기, 바닥까지 갔다 오면 지금 하고 있는 자신의 일들이 얼마나 행복하고 소중한 일인지 알게 돼요."라고 질문에 대한 답을 마무리했다..

### 듀크 활동
1998년 8월부터 11월까지는 김석민, 김진과 함께 프로젝트 그룹 힙합 댄스 음악 그룹 "갱(Gang)"의 보컬리스트로 활동하면서 자신의 자작곡도 앨범에 실었다.
1999년에는 갱(Gang)활동을 같이 했던 뉴 투투 출신의 김석민과 듀크를 결성했다.
음악 그룹 투투에 소속되었던 멤버들끼리 모인 술자리에서 그가 노래를 부를때 김석민이 랩을 하자 김석민과 굉장히 잘 맞는다는 느낌이 들어 같이 음악을 하기로 했고 듀크활동까지 같이 하게 되었다.
김지훈과 김석민이 직접 프로듀싱한 듀크 1집 음반은 테크노, 발라드, 락으로 나눠져 있다. 투투 이전 시기부터 록 음악을 했던 김지훈과, 랩을 했던 김석민이 함께한 음반이기에 랩과 락을 접목하면 어떨까하고 1집 음반의 락 파트에 수록된 펑키 락 스타일의 '쉽지 않아'를 타이틀곡으로 1999년에 데뷔했다. 그러나 1999년에서 2000년대 초반에는 대한민국에서 하드코어락이 대중적이지 않은 편이었고, 듀크는 데뷔 후 6개월가량 TV 방송과 라디오 방송에 출연하지 못하고 지역 행사위주로 활동할 수 밖에 없을 정도로 듀크 1집의 반응은 저조했다. 그래서 그는 '어떻게든 되어야 한다'는 마음으로 테크노 열풍에 힘입어 테크노 장르의 곡인 Starian으로 타이틀곡을 바꿨다.
1집의 타이틀곡인 Starian(스타리안)의 경우 독일 테크노 그룹 '666'의 음악을 듣고 나서 테크노의 마력에 빠져 만든 곡으로 김지훈의 작품이다.
'Starian'은 인조인간인 스타리안이 인간의 감정을 느끼고 싶다고 절규하는 내용을 가사로 담고 있다. 그는 1999년 12월 29일자 동아일보와의 인터뷰에서 듀크 1집 활동에 대해 "신인보다 더 어렵습니다. 이전 팬들의 기대에 대한 부담도 크고, 한편에서는 어떤 음악을 했나하는 시선도 보냈고."의 말을 하며 그의 심경을 토로하였고, 듀크 1집에서 테크노라는 장르에 충실하기 위해 창법의 변화를 시도했음을 언급했다.
Starian으로 활동할 때 아무런 관심을 받지 못해 동료 가수들로부터 외면을 받아 그는 '방송이라는게, 연예계라는 건 이런 거구나'라는 걸 느껴 정신적으로 굉장히 충격을 받었다고 한다. 라디오 공개 방송(별이 빛나는 밤에)에 출연해 Starian과 팝송 Unchained Melody, 그대 눈물까지도를 부른 뒤로 그는 듀크 데뷔 후 첫 팬레터를 받았을 정도로 힘든 시기를 보냈다.
스타리안(Starian)은 노래가 나왔을 당시 뮤직비디오는 약간 주목을 받았지만 다른 가요들에 비해 크게 인기 끈 노래는 아니었기 때문에, 그는 2002년 11월에 출연한 야! 한밤에 - 진실 혹은 대담에서 타이틀 곡을 2개 정도 썼지만 흥행하지 못해 소속사 사무실에서 눈치를 보기도 했었다고 이야기 하기도 했다.
2000년 2월 8일에 김석민과 함께 출연한 서세원쇼 토크박스에서 토크왕에 선정되며 큰 인기를 얻게 되었고, 2000년 3월 14일에 홀로 서세원쇼 토크박스에 재출연하게 되었다. 예능 프로그램에서 얻은 인기를 바탕으로 듀크 2집은 1집보다 많이 팔렸다. 2집의 타이틀곡인 Party Tonight의 경우 가요 프로그램에서 10위권 안에 들었을 정도로 인기를 얻었다. 그 영향으로 2001년 2월 4일자 MBC 게릴라 콘서트, 2001년 1월과 3월에는 '신동진의 미니콘서트'에 출연했다. 2001년 3월에는 듀크에서 김지훈만 컴필레이션 앨범 수호천사의 타이틀 곡 '수호천사'의 녹음에 참여하였다.
그러나 판매량이 좋았던 듀크 2집과는 다르게 그 뒤에 나온 앨범들은 판매량이 2집에 비해 저조하여 음반으로만 수익을 내기 어려워졌다.
2001년 7월에 발매한 2.5집의 타이틀곡인 'Boom Boom'은 1집 타이틀 곡인 Starian처럼 김석민, 김지훈이 작사를, 김지훈이 작곡한 곡으로 음악 순위 프로그램에서 12위, 18위 등을 기록했다.
2002년에 발매한 듀크 3집의 타이틀곡인 '천국에서 내린 비'는 지상파 방송 음악 프로그램에서 차지한 순위는 2집 시기와 큰 차이가 없었고, 2002년 12월 26일자 KBS2 뮤직뱅크에서 후속곡인 주말의 명화가 HOT10에 선정되기도 했으나, 실질적으로 3집 음반은 2집 음반 만큼의 반향을 일으키지는 못했다.
2005년 5월에 '마약류 관리에 관한 법률 위반(엑스터시 1건, 대마초 1건)'으로 불구속 기소되어, 당시 기획했던 듀크 콘서트와 앨범 발매가 무산되었다. 그 후 일부 매체와의 인터뷰와 결혼식의 축가를 부르는 것을 제외하고는 2006년 상반기까지 방송 활동을 하지 않았다. 2005년 8월, 동년 5월에 불구속 기소되었던 마약류 관리에 관한 법률 위반으로 벌금 2000만원과 추징금 4만1500원을 선고받았다.
2006년 여름, 듀크의 싱글 앨범을 발매한 후 방송에 복귀하였으나 저조한 음반 판매로 수입이 나지 않았던 터라 2007년 6월에 그룹 듀크는 공식적으로 해체했다.

### 듀크 이후
김지훈은 2007년에 결혼했다. 2007년 하반기에는 SBS 드라마《황금신부》의 OST인 '사랑합니다'를 불렀으며, 그는 이에 대한 소감으로 한 매체와의 인터뷰에서 "그동안 연기자 수업으로 노래 연습을 전혀 못해 첫 녹음처럼 긴장한 가운데 녹음을 진행했다. "고 하면서, "처음 해보는 OST 음악 작업이기에 녹음이 있는 당일까지 노래 연습을 계속했다."고 첫 OST 참여에 대한 소감을 밝히기도 했다.
2008년 6월 27일에 결혼식을 올린 뒤, 2008년과 2009년에는 솔로 가수로서 싱글 음반을 내려고 계획하기도 했으나 그 계획은 최종적으로 실행되지 않았으며, 음악 관련 예능이나 라디오 방송, 각종 행사에서 노래를 부르는 활동이 대부분이었다. 가수로서의 활동보다는 예능 출연, 연기 활동을 하며 만능 엔터테이너로서 활동을 이어갔다.
결혼 이후에 결혼 전과 다른 캐릭터도 부여받으면서 각종 예능과 교양 프로그램에서 활발하게 활동하였지만 2009년 7월에 엑스터시를 복용한 사실이 드러나 구속됐다. 2009년 12월 2일, 징역 10월에 집행유예 2년, 추징금 13만원을 선고받았다.
이 사건으로 출연하던 프로그램들에서 하차하였고 그 이후로 방송 활동이 없는 긴 자숙 기간을 보내게 되었으며, MBC에서 출연금지 명단에 올랐다.
2010년 하반기에 협의 이혼 서류를 서울 가정법원에 제출하였고, 3개월의 이혼 숙려 기간이 끝난 후에 이혼하였다. 동년에 뮤지컬에 캐스팅되어 재기를 노렸으나, 이혼 관련 소식으로 작품에 피해를 주고 싶지 않다고 제작 발표회 전날에 자진 하차하였다. 그 후 몇몇 행사에는 가끔 모습을 드러냈고 재기의 의지를 드러났지만, 2012년 tvN e-news 과의 전화 통화 외에는 방송 활동이 없었다.
2012년에는 가수 이은하의 재즈 음반에 삽입된 'You don't have to say you love me'를 피처링하기도 하였다.
2013년 7월 6일에는 서울의 그랜드 하얏트 호텔에서 있던 모 기업의 연례 행사에 김성면, 이성욱 등과 함께 초대가수로 공연에 참가하기도 했으나 2013년 12월 12일 오후 1시경 서울 중구 장충동의 한 호텔에서 숨진 채 발견되었다. 자살로 추정되지만 유서는 발견되지 않았고, 우울증에 대한 약물 치료를 받고 있었다고 한다. 향년 41세

## 예능
성대모사와 모창과 성악과 그림 그리기와 개그에 특기가 있었던 그는 음악 그룹 투투와 듀크에서 활동하여 크고도 많은 인기를 얻었다.
투투 시절부터 각종 라디오 방송과 TV 예능에 출연하며, '투투의 뮤직 극장'에서는 성대모사를 '밤과 음악 사이'에서는 모창을 하기도 했었다. 그러나 투투 시절의 그는 다른 멤버들에 비해서도 쑥스러움을 많이 타는 데다가 소속사에서도 신비주의를 유지하라는 권고가 있었기 때문에, 음악 활동에 집중하였다. 1995년에는 엠넷과 KMTV의 가요 방송에서 그룹 투투가 MC를 맡기도 했지만 투투 시절에는 만능 엔터테이너적인 면보다 음악적인 면으로 대중들에게 많이 각인이 되어있었다. 1997년에는 KBS2 슈퍼선데이에 출연하여 익숙해진 슬픔도 부르고, 개인기를 선보이기도 했으나.. 솔로 앨범 활동 자체가 주목을 받지 못 했다.
듀크 시절부터 그에게 예능 출연은 양날의 검이 되었다.
1990년대 후반에서 2000년 초반의 대한민국에서는 방송 뿐만 아니라 일상 생활에서 성대모사, 모창 등 이른바 개인기를 요구할 정도로 개인기 열풍이 크게 일어났던 시기였다. 그는 음악을 알리는 계기가 될 수 있다면 음악 활동에 직접적인 연관이 없더라도 방송에서 개인기를 보이는 것을 마다하지 않았다. 그룹 듀크와 듀크의 음악을 알리기 위한 수단으로 당시 대세 예능인 서세원쇼 토크박스에 출연하길 학수고대했기에 캐릭터를 파악하고 정확하게 흉내낼 단계에 오를 정도로 시간을 따로 내어 3개월간 미친듯이 연습했다. 매니저와 백댄서들에게 성대모사와 모창을 자문하기도 했다. 그는 매니저에게 3개월간 토크박스 한 번만 나가게 해달라고 스케줄을 잡아주기를 부탁했고 매니저도 그의 기대에 부응하기 위해 백방으로 노력했다고 한다.
마침내 김석민과 함께 출연한 서세원쇼 토크박스(2000년 2월 8일 방송)에서 토크왕을 차지했고, 2000년 3월부터 홀로 혹은 김석민과 함께 토크박스에 출연했다. 2000년 6월 27일 상반기 왕중왕전, 2000년 12월 26일 연말 결산 특집에도 출연하는 등 2001년까지 서세원쇼에 단골 출연했다. 그룹 듀크는 2000년 2월부터 각종 방송에 자주 나가게 되었고 자연스럽게 음반 홍보 효과를 누리게 되었다. 예능에 출연하지 얼마 안 된 2000년 2월에도 좀처럼 크게 상승하지 않은 Starian의 방송 순위가 동년 3월부터 수직 상승했다.
2000년 2월부터 4월 중순까지 목표달성 토요일의 보조 MC를 맡기도 했다.(1회부터 1차 개편 직전까지 MC로 출연했으며, 2000년 4월 8일자 방송에는 스튜디오의 MC뿐만 아니라 무한 대결(무식한 대결)의 보조 MC로도 출연하기도 했다.) 이후 각종 음악 방송, 라디오 방송과 TV 예능에 출연했다. 2000년부터 4개 이상의 프로그램에서 고정 출연하기도 했으며, 앨범 활동이 없던 2003년~2004년 초에도 복수의 예능 방송과 교양 방송에서 고정 출연하며 인기를 얻었다.
그는 여느 가수처럼 영화 긴급조치 19호 출연을 제안받았으나 거절했다고 KBS 2TV 스타 집현전(2003년 5월 9일 방송)에서 밝혔다. 듀크로 데뷔한 후 2000년 2월부터 4월 중순까지 목표달성! 토요일의 보조 MC를 맡기도 했다.(1회부터 1차 개편 직전까지 MC로 출연했으며, 2000년 4월 8일자 방송에는 스튜디오의 MC 뿐만 아니라 무한 대결(무식한 대결)의 보조 MC로도 출연하기도 했다.) 이후 각종 음악 방송, 라디오 방송과 TV 예능에 출연하였고, 2000년 상반기에 출연한 서세원쇼의 토크박스에서 토크왕으로 선정되면서 큰 인기를 얻으며 서세원쇼에서도 여러 번 출연하였다. 2000년부터 4개 이상의 프로그램에서 고정 출연하기도 했으며, 앨범 활동이 없던 2003년에도 복수의 예능에서 고정 출연하며 인기를 얻었다.
듀크의 멤버인 김석민과 같이 예능에 출연하기도 했지만 혼자서 출연하는 경우도 많았다. 김석민의 경우 예능에 익숙해하지 않아 예능에 출연하지 않는 경우도 있었는데, 그 경우 김석민이 일화를 제시해주고, 김지훈이 그 일화를 소스로 삼아 방송에서 언급하여 재미를 살려주는 식으로 방송 활동을 하기도 했다.
아니면 패널들이 '김석민씨는 지금 뭐 하시나요? 혹은 왜 같이 안 나오셨나요?'라고 물으면 '석민이 형은 (지금) 자요. '라고 대답(농담)을 하였다.
성대모사와 모창에 능했던 터라 개인기 열풍의 대표주자로 부각되어 그룹 듀크가 2000년 12월 6일자 KBS 뉴스에도 출연했었다. 김지훈은 KBS 기자와의 인터뷰에서 "반면에 알찬 음반에도 불구하고 음반이 많이 안 팔린다는 것, 많이 안 나간다는 게, 이미지가 아예 저 친구들은 재미있는 하니까 음악적으로는 성숙하지 못했다는 이미지가 많으신가 봐요. "라고 말하며 재미있는 연예인으로만 이미지가 굳어지는 것에 대해 아쉬움을 드러냈었다.
그러나 2001년 상반기 잡지 Mr.K(미스터 케이)와의 인터뷰에서는 듀크가 재미있는 연예인으로 인식되는 것에 대해 '웃긴 모습으로 비치는 것도 시간이 지나면 다른 모습에도 관심을 가져줄 거라고 믿으며, 그런 날들이 오기를 기다린다.'고 자신의 견해를 드러내었다. 시간이 지나 2008년 1월에 출연한 KBS2 감성매거진 행복한 오후에서는 "처음에는 굉장히 노래를 하고 싶었는데 자꾸 웃기라 그러니까 별로 안 좋았었는데, 지금와서 느껴보면 여러 어르신들도 알아보시고 저를 보면 굉장히 즐거워 하셔요. 식당 같은 데 가면 '아이구 이 맹구 왔네.' 이러면서 반찬도 좀 더 주시고. 그런게 괜찮은 이미지구나라는 걸 느껴요. "라고 말하며 예능 출연에 대해 긍정적인 측면도 있었다는 것을 언급하기도 했다.
그는 기본적으로 목소리의 톤이 높기 때문에 성별에 상관없이 정해놓은 인물의 성대모사와 모창을 잘 소화했었다. 그의 개인기 중에서 특히 맹구 성대모사가 유명해, 여러 예능 프로그램에서 10년 가까이 맹구 성대모사를 선보이기도 했다. 원조 맹구의 목소리와 싱크로율이 높은 지라 2000년 12월 31일에 방영한 연말특집 개그콘서트 봉숭아학당에서느 맹구 동생 멍구로 특별 출연하여 특유의 즉흥 연기도 선보였다.
퀴즈 형식의 예능에서는 문제를 잘 맞춰 상위권을 달리는 적이 많았는데, 그가 진행했던 M.net의 알부라리 ch.27의 경우 정답을 예측할 수 없는 퀴즈를 내는 경우가 많지만 순발력으로 맞춰 매 회차 퀴즈마다 우승하는 경우가 많았다.
특히 브레인 서바이버에서는 (2라운드 1등으로 결승 확정을 포함하여) 3라운드까지 여러 번 올라가서 '가요계의 브레인, 브레인 서바이버의 공식 브레인'으로 불리기도 했지만, 우승을 여러 번 놓치자 '문턱 전문'이라는 별명이 붙기도 했었다.
브레인 서바이버의 2003년 9월 21일자 방송에서 결승에 진출한지 3전 4기 만에 우승하여, 2003년 12월에 모교인 서울 인창고등학교에 장학금을 전달했다. 전달 당시 후배들의 환호가 '남고에 여자 연예인이 방문했을 때와 같았다'고 한다. 인창고등학교에 장학금을 전달한 이후에 한성중학교로 명패를 달고 출연했으나 최고 성적을 준우승으로 마무리했다.
2007년 듀크 해체 뒤에도 케이블 방송에서 MC를 맡는 등 지상파와 케이블 채널의 각종 예능 프로그램에 고정, 반고정으로 출연하며 만능 엔터테이너로서의 활동을 이어갔다. 그의 경우 한 동안 방송 활동을 잠시 쉰 적도 있는 데다가, 빠르게 변해가는 예능 트렌드에 적응하기 힘들어 했던 터라 2008년과 2009년에는 고정으로 출연하는 예능(예 : KBS JOY 오빠가 왔다)에서 예능 적응의 어려움을 언급하기도 했었다.
듀크 시절과 그 이후의 방송에서 입담이 좋기로 유명한 그였으나, 실제로는 여리고 숫기가 없는 편이라고 한다. 숫기가 없었다는 것은 그의 인터뷰와 그의 주변에서도 언급했던 일로, 그가 출연한 방송들을 보면 투투 시절에 쑥스러움을 많이 탔던 것은 물론이고 결혼 이후에 출연한 예능에서도 관객들을 향해 제스처를 취하다가도 쑥스러워서 손으로 입을 가리기도 하는 등 숫기 없는 모습들을 드러내기도 했다.

## 연기 활동
그는 투투 시절인 1994년에 KBS2 《톱스타 인생극장》, SBS 《기쁜 우리 토요일》등의 예능 프로그램에서 1회성으로 짧게 콩트 연기를 했지만, 1990년대에는 가수로서의 활동에 집중했었다.
그는 2001년 iTV 경인방송 시트콤 《립스틱》을 통해 연기자로 데뷔하였다. 《립스틱》에서는 세 주인공이 사는 집의 가정부 역할로 출연하면서 주연배우 못지않은 분량의 조연으로 연기 활동을 했다.
이어 2001년 3월에 MBC 문화방송 시트콤 《뉴 논스톱》의 187화에 카메오 출연했으며, 2002년 뮤지컬 《홍가와라》라는 작품을 통하여 뮤지컬 배우로 데뷔하였다.
2003년에는 《논스톱 3》에 카메오 출연 두 번 출연한 뒤에 논스톱3의 출연진 개편 후 카페 사장으로 비고정 출연하며 조연으로서 극의 마지막회까지 출연했다. 연기자로서도 인기를 구가한 그는 2004년 영화 《내 사랑 싸가지》의 단역 출연을 통하여 영화배우로 데뷔하였다.
2007년에는 연기 학원을 다니며 연기 수업을 본격적으로 배웠고, 2007년 10월부터 12월까지 SBS 심리 극장 천인야화에 출연하여 연기 활동을 재개하였다. 천인야화에서는 재연극에서 재연배우로 출연하거나, 스튜디오에서 패널로 출연하였으며 MBC 시트콤 《김치 치즈 스마일》에는 카메오로 출연하였다.
2007년부터 가수로서의 활동보다는 연기자로서의 활동을 늘려나갔는데, 듀크 활동 시기에는 연기에 대한 욕심이 없었지만 듀크 해체 후 본격적으로 연기를 배우고 나서는 연기에 흥미와 욕심도 생겼다고 인터뷰에서 언급하기도 했다.
2009년 봄에는 뮤지컬 《위대한 Show》에 탤런트 안신우(성민)와 남자 주인공인 북한군 장교 '조동팔' 역으로 더블 캐스팅이 되어 뮤지컬 배우로서도 활동하였다. 뮤지컬의 주연배우로 참여한 것은 '위대한 Show'가 처음이었다. 여주인공 '럭시'역할엔 안수지가 출연하였다.
2010년에는 프랑스의 뮤지컬 '스타마니아'의 아리아를 이용해 제작된 뮤지컬 '코로네이션 볼'(2기)에서 클럽 DJ이자 오염된 아이 캐릭터인 '지기'역을 맡았었다. 그는 힘든 기색 없이 다른 배우들보다 일찍 와서 연습에 참여하는 등 작품에 대한 열의를 나타냈었다고 한다. 출연을 앞두고 인터뷰에서 "어쩌면 내가 '지기'처럼 살아오지 않았나 생각한다. 진정을 담아 마음을 잘 표현할 수 있을 것 같다."고 자신이 맡은 역할에 대해 각별한 애정을 드러냈었다.
그러나 2010년 12월 연예계 약물 파문으로 1년 전 자신의 사건도 수면에 다시 오르는 데다가 동월에 이혼 소식이 언론에 보도되면서 심적인 부담에 시달린 그는, 뮤지컬에 피해가 가지 않기 위해 제작 발표회 전날인 12월 14일에 자진 하차했다. 하차 후 그가 맡은 역할의 일정에는 다른 뮤지컬 배우가 출연하게 되었고, 공식적으로 2009년에 출연한 《위대한 SHOW》가 이것이 마지막 뮤지컬 출연작이 되었다.

## 사망 후
2013년 12월 13일에 방송된 tvN 드라마 응답하라 1994 16화에 투투 시절에 부른 그대 눈물까지도가 추모의 의미로 흘러나왔다.
'그대 눈물까지도'는 1995년에 발매된 투투 2집에는 영어 버전으로, 1997년에 발매된 그의 솔로 앨범과 2000년에 발매된 듀크 1집에 수록되기도 했으며, 그가 참석한 각종 행사와 결혼식에서도 축가로 부를 만큼 그를 상징하는 노래였기에 그의 장례식에서도 흘러나온 노래라고 한다.
그의 발인식이 있었던 2013년 12월 14일자의 KBS2 연예가중계에서는 그의 부고 소식을 전하며 그가 생전에 자주 부르던 노래인 김범수의 '지나간다'를 틀어주기도 했다.
그의 장례식 이후 편곡자의 하드디스크에서 그가 부른 '그대 눈물까지도'의 음원이 발견되었다. 그의 가족들과 투투의 前 멤버이자 작곡가 오지훈의 허락하에 그의 1주기를 기념하여 2014년 12월 11일에 그대 눈물까지도가 유작으로 공개되었다. 유작으로 공개된 '그대 눈물까지도'는 김지훈이 세상을 떠나기 약 6개월 전에 녹음한 버전이라고 한다.
2014년 11월 1일, 11월 8일, 12월 20일, 12월 27일, 2015년 1월 3일 총 5회에 걸쳐서 방영된 '무한도전 특별기획전 - 토요일 토요일은 가수다'가 방송된 후, 90년대 대중가요를 듣던 사람들은 그 시대에 대한 그리움을 나타내거나 자신들이 보고 싶은 스타에 대해 그리움을 나타내기도 했고 토토가 시즌 2에 대한 염원을 나타냈다. 그러나 90년대에 활동하던 가수들 중 몇몇은 하늘로 떠났거나 불미스러운 일로 활동할 수 없는 팀들도 존재하기에 아쉬움을 자아냈는데, 김성재, 서지원, 신해철과 마찬가지로 김지훈도 보고 싶지만 볼 수 없는 하늘로 떠난 스타로 언급되었다.
'일과 이분의 일'은 1994년에 나온 대중가요 중에서도 가장 사랑 받는 노래 중 하나로 꼽히기 때문에, 토토가 방송 이후에도 그의 부재에 대해 안타까워하는 의견들이 많이 올라오고 있다. 일부 대중들의 경우 박보검과 레드벨벳의 아이린이 2015년에 뮤직뱅크의 MC 신고식에서 '일과 이분의 일'을 부른 영상을 보고 노래를 알게 된 경우도 있어 (혹은 다른 예능 프로그램이나, 영화, 드라마에서 일과 이분의 일과 반쪽 춤이 나온 것을 보고 알게 된 사람들도 있다.), 원곡 영상을 보고 추모 댓글들을 남기기도 했다.
또한 듀크 시절에 부른 스타리안(Starian)은 Pump it up의 영향으로 남미를 비롯한 해외에도 알려진 노래이기에, 그가 떠난 후 Starian을 비롯한 듀크 시절 활동 영상에 외국인들도 추모 댓글을 남기고 있다. 투투 1집의 후속곡인 '그대 눈물까지도'도 역시 많은 사랑을 받은 노래였고, 음악 소재 예능과 복고 소재 프로그램의 영향력은 '토요일 토요일은 가수다'가 방영한 이후에도 계속되어 그가 부른 투투 시절의 노래들이 투유 프로젝트 - 슈가맨을 비롯한 음악 관련 방송에서 재조명되길 바라는 사람들도 있었다.
2016년 투유 프로젝트 - 슈가맨 33회에서 그룹 투투 1기 멤버였던 오지훈, 유현재, 황혜영이 희열팀의 출연자로 출연하였고, 인피니트의 남우현이 오지훈, 유현재, 황혜영과 함께 복원 슈가송으로 그의 노래인 '일과 이분의 일'을 불렀다. 투투 멤버들의 근황 인터뷰와 출연진들이 그에 대한 회상을 하였고, 오지훈이 '그대 눈물까지도'는 김지훈의 유작으로도 발매되고 듀크 1집에도 실을 정도로 아끼는 곡이었다.'고 노래에 대해 설명하였다. 멤버들의 회상 후에 남우현이 김지훈에 대한 추모곡으로 '그대 눈물까지도'를 부를 때, 투유 프로젝트 - 슈가맨 제작진에서 김지훈의 사진과 천국에서 내린 비의 뮤직비디오의 영상을 짜깁기한 영상을 자료화면으로 틀어주었다.
방송에서 MC 유희열은 "(김)지훈씨 노래가 고음이에요."라고 말하기도 할 정도로, 김지훈의 독특한 음색과 넓고도 높은 음역대를 완전히 소화하기 힘들기 때문에 '일과 이분의 일'의 복원 무대와, 추모 무대에서는 원곡보다 키를 낮춘 노래로 무대를 선보였다고 한다. 가창력 뿐만 아니라 예능에서의 입담도 뛰어났던 그의 부재에 대한 안타까움이 더해지고 있다.
황혜영은 김지훈의 장례식 때 만삭이어서 그의 발인식에 가지 못 했다고 한다. 그래서 큰 충격을 받은 그 때의 기억 때문에 '투유 프로젝트 - 슈가맨' 제작진의 출연 제의를 여러 번 거절했었다고 한다. 그러다가 자신의 꿈에 너무 밝은 얼굴의 김지훈이 나왔던터라, '열심히 했으면 좋겠다는 응원'이라고 생각하여, 슈가맨 출연을 결심했다고 한다.
방송이 나간 후 남우현은 한 매체와 인터뷰에서 '선배님들께 누를 끼치면 안 된다는 생각에 솔로 활동을 하면서도 잠을 못 잘 정도로 끊임없이 연습했다'고 하며 "고 김지훈 선배님의 노래를 부르면서 선배님 생각이 많이 났어요. 학창시절 때 선배님의 재치 있는 입담을 좋아했거든요. 또 선배님이 노래를 워낙 잘하셔서 제가 잘할 수 있을까 많이 걱정했죠."라고 대답하였다. 자신 또한 가슴 한 켠이 아리고 아팠기에 노래에 더 집중하였다고 복원송에 참여한 소감을 이야기하였다.
방송 녹화 후 2016년 5월 26일에 투투 멤버 오지훈, 유현재, 황혜영은 故 김지훈의 안식처인 분당추모공원을 찾아갔다고 한다.
2020년 11월 30일 KBS 2TV 전교톱10 패자부활전 8번째 곡으로 투투의 '그대 눈물까지도'가 선정되면서 그의 이름이 포털 사이트 실시간 검색어에 올랐다. 전교톱10에서는 그대 눈물까지도를 '김지훈의 가창력이 빛을 발하는 곡'이라고 자막으로 소개했다.
2021년 2월 11일 일과 이분의 일 오리지널 감독판 뮤직비디오가 김세훈 감독의 유튜브 채널에서 독점 공개되었다. 27년 간 미공개 상태로 있던 영상을 4K 화질로 복원해서 업로드 한 영상이라고 한다.

## 학력
- 1986년 2월 서울북성초등학교 졸업
- 1989년 2월 한성중학교 졸업
- 1992년 2월 인창고등학교 졸업
- 1996년 2월 명지전문대학 실용음악학과 전문학사(92학번 2년 휴학)

## 음반

### 정규 음반
- 투투 1집 TWO TWO (1994)
- 투투 2집 TWO TWO 2 (1995)
- 김지훈 1집 KIM JI HOON VOL. 1 (1997)
- 듀크 1집 2000 Duke Part One (1999)
- 듀크 2집 Two House(2000)
- 듀크 3집 In Autumn (A Road, Sky And D.K) (2002)
- 듀크 4집 포르노 그라피 (2004)

### 비정규 음반
- Gang First Album(1998), 싱글 앨범
- Duke Summer Special (2001)
- Duke Story Of Winter (Winter Special Great Hit Remix) (2002)
- The Rebirth Of Duke (2006)
- 김지훈 정식 추모앨범(2014) : 그대 눈물까지도, 디지털 싱글

### 참여 음반과 참여곡
- '90 KBS 청소년 창작가요제 (1991) : 지나간 순간은 찢겨진 가슴되어
- '94 내일은 늦으리 (1994) : 아름다운 세상으로, 용사의 외침
- 룰라와 투투의 크리스마스 (1995)
- 수호천사 (2001) : 수호천사
- Dj처리의 Cross Over Vol. 1 (2001) : Last Night's Story, One Night Stand
- Happy Christmas Last Christmas(2001) : X-Mas Party (Feat. DJ 사빈, DJ 이탁)
- Stars On 45 Carol - 크리스마스를 빛낸 45인의 명사들 (2002) : 펠리스나비다
- I Love Christmas + Dance + Hiphop (2002) : White Christmas [김지훈, 성호, 소찬휘, 애즈원(As One), 이지훈, 채리나, J.G, 차희망]
- Kiss In The Rain (2004) : We Can Do, Love Hunters
- 황금신부 정규앨범 OST (2007) : 사랑합니다
- 이은하, My Song My Jazz (2012) : You don't have to say you love me (Feat. 김지훈)

## 출연작

### 시트콤
- 1997년 MBC 《남자 셋 여자 셋》 ... 1997년 3월 문화대학교 축제 공동 진행MC 역
- 2001년 ITV 경인방송 시트콤 《립스틱》 ... 가정부 역
- 2001년 MBC 《뉴 논스톱》 ... 187회 '누가 동근이 좀 말려줘요!' 편 ... 성악과 학생 김지훈 역
- 2003년 MBC 《논스톱3》 ... 김지훈 역
- 2007년 MBC 《김치 치즈 스마일》 ... 카메오 출연 (70화 - 의사, 83화 - 신문 기자)

### 뮤지컬
- 2002년 《홍가와라》
- 2009년 《위대한 Show》 ... 조동팔 역

### 영화
- 2004년 《내 사랑 싸가지》 ... 거지 역 (우정 출연)

### CF 광고
- (주) 마이크로 - 마이크로 터치 샤프 (1994)
- 롯데제과 개성파 초코 바 (1994)
- 미코팬시 (1994)
- 한국종합유선방송협회 30개의 채널 케이블 TV(1994)
- 오리온 새알 (2000)
- 오리온 비틀즈 (2000)

### 기타
- SBS 심리극장 천인야화 (2007.10.19)

체크드라마 조급증 - 바쁘다 바빠 서차장의 하루 ... 서차장 역
- SBS 심리극장 천인야화 (2007.11.09)

Dear 해미 해미에게 물어보세요 - 너는 내 운명 ... 선배 약사 역
- SBS 심리극장 천인야화 (2007.11.23)

Dear 해미 해미에게 물어보세요 - 남편의 덫 ... 담임 선생님 역
- SBS 심리극장 천인야화 (2007.12.07)

Dear 해미 해미에게 물어보세요 - 내 남편은 양치기 소년 ... 오동팔 역
- SBS 심리극장 천인야화 (2007.12.21)

Dear 해미 해미에게 물어보세요 - 내 남편은 팔불출 ... 남편 역

## 수상
- 대한민국 영상음반대상 신인상 (1994)
- 제 5회 서울가요대상 랩댄스 부문 대상(1994)
- KBS 가요대상 신인상 (1994)
- 골든디스크 본상 (1994)
- 제10회 한국최고인기연예대상 가요부문 신세대가수상 (2002)

## 같이 보기
- 휘트니 휴스턴 - 김지훈이 좋아하는 가수였으며, 김지훈은 그의 노래인 〈Greatest Love Of All〉를 즐겨 불렀다.
- 김석민 - "듀크"에서 같이 활동하였었고 김지훈은 듀크의 리더를 맡았었다.
- 황혜영 - "투투"에서 같이 활동하였었고 김지훈은 투투의 보컬을 맡았었다.
- 이주원 - 《내 님의 사랑은》이라는 포크 팝 히트작을 쓴 싱어송라이터
- 최선원 - 《나를 지켜줘》라는 노래가 큰 히트를 한 팝 발라드 가수
- 이주원 - 《아껴둔 사랑을 위해》라는 노래가 큰 히트를 한 팝 발라드 가수
- 이원진 - 《시작되는 연인들을 위해》라는 노래가 큰 히트를 한 팝 발라드 가수
- 오지훈 - 김지훈과는 1991년부터 밴드의 구성원으로 활동하였고, 1994년에는 "투투"시절에도 구성원으로 활동하였다. 오지훈은 투투의 리더(Leader)와 투투 1집과 2집의 음반 프로듀싱 작업을 동반하였다.
- 유현재 - 1991년 유현재가 아는 선배의 소개로 유현재와 오지훈을 알게 된 이후, 김지훈은 유현재와 오지훈이 있던 밴드의 멤버로 활동하였으며, 이후 김지훈은 둘과 "투투"에서 같이 활동하였다.
- 딸부잣집 - 1994년 KBS 한국방송공사 TV 드라마이며 "투투"의 《내 인생의 러시아워》라는 노래가 드라마와 동명의 제목인 《딸부잣집》으로 리메이크되어 이 드라마의 OST로 사용되었다. 드라마 딸부잣집의 OST는 오지훈이 작사, 작곡, 편곡, 보컬 모두를 담당하였다.